# Église Saint-Pierre-et-Saint-Paul de Miskolc
L'église Saint-Pierre-Saint-Paul (hongrois : Szent Péter és Pál apostol templom) ou usuellement église de Mindszent (hongrois : Mindszenti templom) est un édifice religieux catholique à Miskolc, en Hongrie.